# 瓦勒良二世 (盧森堡-利尼)
瓦勒良二世 (法語：Waléran II de Luxembourg-Ligny；13世纪—1354年），卢森堡王室成员。他是波伏娃、鲁西和利尼的领主，瓦勒良一世之子、若望一世的父親，1303年至1354年在位。
他于 1354年去世，葬于康布雷的圣母院教堂。